# Ngathokudi
Els Ngathokudi (Ngadhugudi) eren un poble indígena australià de l'estat de Queensland. La seva llengua era possiblement un dialecte d’ Uradhi. Els Ngathokudi, segons l'estimació de Norman Tindale, ocupaven 600 milles quadrades (1,600 km2) de territori a la banda sud de la part superior del riu Ducie. Noms alternatius: (Ng) uthukuti i Athokurra.